# Erik Schiødte

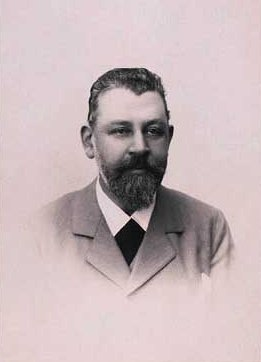
Erik Schioedte.

Erik Schiødte, född den 26 augusti 1849 på Christianshavn, död den 6 december 1909 i Köpenhamn, var en dansk arkitekt. Han var son till zoologen J.C. Schiødte.
Schiødte, som var elev till Hans Jørgen Holm, blev student 1867 och fick avgångsbetyg från Kunstakademiet 1875. Han företog flera gånger studieresor till utlandet (bland annat Italien och Paris) och blev utsänd på flera resor för ministeriet och Nationalmuseet, bland annat till Färöarna (kyrkouppmätning) och till Bornholm (kyrkorestaurering). Av hans större byggprojekt kan nämnas fiskeribyggnaden på utställningen 1888, kontorsbyggnaden och tullbyggnaden i Köpenhamns frihamn, Journalistforeningens stiftelse, förutom en del byggnader i provinsen. Carl Brummer skriver i Salmonsens Konversationsleksikon: "S. havde som Arkitekturkritiker ikke ringe Betydning, idet hans litterære Virksomhed, saavel i Dagblade som i Tidsskrifter, bidrog meget til at vække Tidens Sans for Bygningskunsten". 